# Jean Paul Vuillemin
Jean Paul Vuillemin (ur. 13 lutego 1861 w Docelles, zm. 25 września 1932 w Malzéville) – francuski lekarz, botanik i mykolog.

## Życiorys
Studiował na Uniwersytecie w Nancy, doktoryzując się w 1884 r. W 1892 r. uzyskał doktorat z medycyny i nauk przyrodniczych na Sorbonie, a od 1895 do 1932 r. był profesorem historii naturalnej na wydziale medycznym Uniwersytetu w Nancy.
Opisał rodzaje Spinalia i Zygorhynchus. W 1889 roku użył terminu antybiotyk, opisując związek chemiczny o nazwie pirocyjanina.
W 1901 r. przeniósł  drożdżopodobne, nie wytwarzające askospor grzyby Saccharomyces hominis  i Saccharomyces neoformans do rodzaju Cryptococcus.
W 1902 r. Francuska Akademia Nauk przyznała mu nagrodę Prix Montagne.
Opisał nowe gatunkiroślin i grzybów. W nazwach naukowych utworzonych przez niego taksonów dodawany jest skrót jego nazwiska Vuill. (standardowy cytat taksonomiczny). René Charles Maire uhonorował go, nadając od jego nazwiska nazwę rodzajowi grzybów Vuillemia.

## Wybrane publikacje
- Les Champignons parasites et les mycoses de l'homme (1931)
- Les Conidiosporés (1910)
- Les Bases actuelles de la systématique en mycologie (1907)
- Sur le polymorphisme des Pézizes (1887)
- Monstruosités provoquées par les variations du milieu extérieur chez le Linaria vulgaris et le Viola alba (1894)
- Affinité des genresPuccini etMelampsor démontrée par la tératogénie (1894)
- Les Broussins des myrtacées (1895)[1].